# 卡蘭塞貝什
卡蘭塞貝什（羅馬尼亞語：Caransebeș）是羅馬尼亞的城市，位於該國西南部，距離首府雷希察23公里，由卡拉什-塞維林縣負責管轄，面積73.58平方公里，海拔高度204米，2009年人口28,493，大多數居民信奉東正教。

## 外部連結
- （罗马尼亚文） Unofficial website about Caransebeş